# Jeremy Jahn
Jeremy Jahn (* 5. April 1990 in München) ist ein ehemaliger deutscher Tennisspieler.

## Karriere
Jeremy Jahn spielt hauptsächlich auf der ATP Challenger Tour und der ITF Future Tour. Er gewann in seiner Karriere zwölf Einzel- und sechs Doppeltitel auf der Future Tour. Auf der Challenger Tour erreichte er seine besten Resultate jeweils mit dem Einzug ins Finale von Cordenons 2019 und die Halbfinale bei den Turnieren in Kenitra 2016 und in Koblenz 2017. Seine höchste Platzierung in der Weltrangliste erreichte er am 30. Januar 2017 mit Position 197.
Er spielte 2017 und 2018 in der 1. Bundesliga für den TC Blau-Weiss Halle und wurde im Jahr 2017 mit dem Verein deutscher Mannschaftsmeister. In der Saison 2019 spielte Jahn für GW Mannheim und wurde auch in diesem Jahr mit dem Verein deutscher Mannschaftsmeister.
2023 spielte er sein letztes Profiturnier, bevor er verletzungsbedingt seine Karriere beendete. Nach dem Ende seiner aktiven Karriere wurde er Trainer von Henri Squire.